# Organisateur IBM Lotus
Lotus Organizer est un gestionnaire d'informations personnelles (PIM : Personnal Information Manager) abandonné par IBM en raison de la concurrence des logiciels de Microsoft. 
Il a été initialement développé par Threadz, une petite société de logiciels britannique, jusqu'à la version 3.0. Organizer a ensuite été acquis par Lotus Development Corporation, pour qui le package était un remplacement adapté à Windows de Lotus Agenda . En 1995, devant l'intérêt du produit pour les Personnal Computers, IBM rachète Lotus Corporation lors d'une OPA hostile de 78M$. 
Pendant plusieurs années, diffusé par IBM, il a été le leader incontesté du marché[réf. nécessaire] jusqu'à ce que sa place soit prise par Microsoft Outlook.
L'organisateur se distingue par une interface utilisateur visuellement similaire à un «organisateur personnel papier» relié cuir. Il est souvent intégré à Lotus SmartSuite.

## Statut
Le 14 mai 2013, IBM a annoncé le « retrait et l'interruption du support » de Lotus SmartSuite, Lotus Organizer et Lotus 123.
La version 6.1 était la dernière version. Elle prenait en charge Windows 2000, Windows XP, Windows Vista, Windows 7, et Windows 10.

## Versions

### Microsoft Windows
L'organisateur était intégré à Lotus SmartSuite, mais était également vendu à part comme une application. Les dernières versions de SmartSuite n'incluaient pas la version courante d'Organizer , il était seulement vendu séparément.
Les versions jusqu'à 2 étaient des programmes 16 bits. Les versions ultérieures étaient des programmes 32 bits.
| Version     | Format de fichier | Année | Inclus dans                                                                 |
| ----------- | ----------------- | ----- | --------------------------------------------------------------------------- |
| 1           | .org              | 1992  |                                                                             |
| 1.1         | .org              |       |                                                                             |
| 2           | .or2              | 1994  |                                                                             |
| 97 (3.1)    | .or3              | 1997  | Smart Suite 97                                                              |
| 97 GS (4.0) | .or4              | 1997  |                                                                             |
| 4.1         | .or4              | 1998  | SmartSuite Millennium Edition Version 9                                     |
| 5           | .or5              | 1999  | SmartSuite Millennium Edition Version 9.5–9.8.x                             |
| 6.0         | .or6              | 1999  |                                                                             |
| 2.12        | .or2              | 1999  | Conforme à l'an 2000, distribution gratuite pour les utilisateurs existants |
| 6.1         | .or6              | 2003  |                                                                             |

### IBM OS/2
La première version OS/2 est sortie en 1998. Jusque-là, la version Windows 16 bits était utilisée. La dernière version est la 1.7 de 2001. Les révisions ultérieures de SmartSuite n'ont pas mis à niveau l'Organizer, bien que certains correctifs aient été apportés.
Organizer pour OS/2 utilise le format de fichier .or4. Cela signifie qu'il ne peut pas échanger de fichiers de données avec les versions ultérieures de Windows, autrement qu'en important et en exportant des données.
Les fonctionnalités et l'interface utilisateur d'Organisateur pour OS/2 sont similaires à celles d'Organizer 97 pour Windows. Il manque des améliorations ultérieures, telles que l'importation et l'exportation de fichiers vCard et iCalendar, et la synchronisation avec les PDAs.

### Mac OS
Lotus Organizer 97 GS est sorti pour Mac OS classique en 1997 avec des fonctionnalités similaires à la version Windows, y compris l'intégration avec les calendriers et carnets d'adresses Lotus Notes.

## Voir également
- Liste des gestionnaires d'informations personnelles